# Pszeudo-Szkümnosz
Pszeudo-Szkümnosz (’ál-Szkümnosz’) közelebbről ismeretlen ókori görög tudós, az i. e. 2. században ógörög nyelven írt földrajzi munka, a Periodosz tu Nikomédé (Περίοδος του Νικομήδη) szerzője. A 19. század egyik jelentős klasszikafilológusa, August Meineke nevezte el „ál-Szkümnosz”-nak.

## A mű tartalma és szerzője
A Periodosz tu Nikomédé az ismert világ leírása (periégészisz) jambikus trimeterben megírva, amelyet a szerző Bithünia királyának, Nikomédésznek ajánlott. Utóbbi az i. e. 149-től uralkodó II. Nikodémésszel, esetleg fiával, az i. e. 127 körül trónra került III. Nikodémésszel azonosítható.  Pszeudo-Szkümnosz munkájában Athéni Apollodórosz (i. e. 180–120) ugyancsak trimeterben írt történeti művét (Khronika) a munkáját megihlető fő forrásként említette. Művében ismertette Hispania, Liguria és a Fekete-tenger partvidékeit, beszámolt különböző görög gyarmatvárosokról, és olyan korabeli népekről, mint az umberek, a kelták és a liburnok.
A munka első ízben 1600-ban Augsburgban jelent meg nyomtatásban. Miután Markianosz Hérakleiótész kivonatos írásával (epitomé) együtt fedezték fel, a Periodosz tu Nikomédét is az ő neve alatt adták ki. Ezt a hibát a 17. században két humanista tudós, Lucas Holstenius és Isaac Vossius korrigálta azzal, hogy a művet az i. e. 2. században tevékenykedő Szkümnosz földrajztudósnak tulajdonították, akiről más források alapján ismert volt, hogy írt egy periégésziszt. Amikor 1846-ban August Meineke újra sajtó alá rendezte a töredékes szöveget, rámutatott arra, hogy egyfelől Szkümnosz munkája prózában íródott, másfelől a Szkümnoszról ismert korabeli feljegyzések nem vágnak egybe a Periodosz tu Nikomédé írójával. A mű szerzőjét javaslata alapján azóta ismeri a filológia a Pszeudo-Szkümmosz néven. 1955-ben Aubrey Diller amerikai klasszikafilológus felvetette annak lehetőségét, hogy Pszeudo-Szkümnosz azonos az i. e. 100 körül Bithüniában élt történetíróval, Damaszkuszi Pauszaniasszal. Konsztantin Bosnakov bolgár történész 2004-es publikációjában amellett érvelt, hogy Pszeudo-Szkümmosz a némileg később élt Déloszi Szémosszal azonos.

## Fordítás
- Ez a szócikk részben vagy egészben  a   Pseudo-Scymnus című angol Wikipédia-szócikk ezen változatának fordításán alapul.  Az eredeti cikk szerkesztőit annak laptörténete sorolja fel. Ez a jelzés csupán a megfogalmazás eredetét és a szerzői jogokat jelzi, nem szolgál a cikkben szereplő információk forrásmegjelöléseként.